# Ясний (Совєтський район)
Я́сний (рос. Ясный, марій. Ясный) — селище у складі Совєтського району Марій Ел, Росія. Входить до складу Солнечного сільського поселення.

## Населення
Населення — 982 особи (2010; 786 у 2002).
Національний склад (станом на 2002 рік):
- росіяни — 60 %
- марі — 27 %